# Wujiaqu
Wujiaqu (五家渠市S, WǔjiāqúP) è una città-contea della Cina, situata nella regione autonoma di Xinjiang.